# 13a cerimònia dels Premis César
La 13a cerimònia dels Premis César — també coneguts com Nuit des César — que premiava les pel·lícules estrenades el 1987, va tenir lloc el 12 de març de 1988 al Palau de Congressos de París.
Va ser presidida per Miloš Forman i retransmesa a Antenne 2, presentada per Michel Drucker.
La gran triomfadora de la nit va ser Au revoir les enfants de Louis Malle amb nou nominacions i sis premis (millor pel·lícula, millor director, millor guió, millor decorat, millor so, millor muntatge i millor fotografia). El propi Louis Malle va guanyar el premi al millor director i al millor guió. D'altra banda Le Grand Chemin de Jean-Loup Hubert tenia sis nominacions en va guanyar dos (millors actor i actriu principals).

## Presentadors i ponents
- Jeanne Moreau, presidenta de l'Académie des arts et techniques du cinéma
- Miloš Forman, president de la cerimònia
- Michel Drucker, Jane Birkin, mestres de cerimònia
- Emmanuelle Béart per la presentació del César a la millor actriu secundària
- Faye Dunaway, Yves Montand per la presentació del César al millor director
- Candice Bergen per la presentació del César al millor actor secundari
- Johnny Hallyday, Pierre Arditi per la presentació del César al millor actor
- Sabine Azéma per la presentació del César a la millor actriu

## Guanyadors i nominats
Els guanyadors s'indiquen en negreta.
| Millor pel·lícula - Au revoir les enfants de Louis Malle - Le Grand Chemin de Jean-Loup Hubert - Les Innocents d'André Téchiné - Sous le soleil de Satan de Maurice Pialat - Tandem de Patrice Leconte                                     | Millor director - Louis Malle per Au revoir les enfants - Jean-Loup Hubert per Le Grand Chemin - André Téchiné per Les Innocents - Maurice Pialat per Sous le soleil de Satan - Patrice Leconte per Tandem    |                                 |
| Millor actor - Richard Bohringer per Le Grand Chemin - Jean Carmet per Miss Mona - Gérard Depardieu per Sous le soleil de Satan - Gérard Jugnot per Tandem - Christophe Malavoy per De guerre lasse - Jean Rochefort per Tandem            | Millor actriu - Anémone per Le Grand Chemin - Sandrine Bonnaire per Sous le soleil de Satan - Catherine Deneuve per Agent trouble - Nastassja Kinski per Maladie d'amour - Jeanne Moreau per Le Miraculé      |                                 |
| Millor actor secundari - Jean-Claude Brialy per Les Innocents - Tom Novembre per Agent trouble - Jean-Pierre Kalfon per Le Cri du hibou - Jean-Pierre Léaud per Les Keufs - Guy Marchand per Noyade interdite                              | Millor actriu secundària - Dominique Lavanant per Agent trouble - Anna Karina per Cayenne Palace - Marie Laforêt per Fucking Fernand - Sylvie Joly per Le Miraculé - Bernadette Lafont per Màscares           |                                 |
| Millor actor revelació - Thierry Frémont per Travelling avant - Cris Campion per Champ d'honneur - Pascal Légitimus per L'Œil au beur(re) noir - François Négret per Au revoir les enfants                                                 | Millor actriu revelació - Mathilda May per Le Cri du hibou - Anne Brochet per Màscares - Julie Delpy per La Passion Béatrice - Sophie Renoir per L'Ami de mon amie                                            |                                 |
| Millor pel·lícula estrangera - L'últim emperador de Bernardo Bertolucci - Der Himmel über Berlin de Wim Wenders - Els intocables d'Elliot Ness de Brian De Palma - Intervista de Federico Fellini - Ulls negres de Nikita Mikhalkov        | Millor primera pel·lícula - L'Œil au beurre noir de Serge Meynard - Avril brisé de Liria Bégéja - Flag de Jacques Santi - Le Jupon rouge de Geneviève Lefebvre - Le Moine et la Sorcière de Suzanne Schiffman |                                 |
| Millor guió original o adaptació - Louis Malle per Au revoir les enfants - Patrick Dewolf i Patrice Leconte per Tandem - Jean-Loup Hubert per Le Grand Chemin - Éric Rohmer per L'Ami de mon amie - Colo Tavernier per La Passion Béatrice | Millor cartell - Stéphane Bielikoff per Tandem - Philippe Lemoine per Le Dernier Empereur - Benjamin Baltimore, Luc Roux per Sous le soleil de Satan - Philippe Lemoine per Un homme amoureux                 |                                 |
| Millor música - Michel Portal per Champ d'honneur - Philippe Sarde per Les Innocents - Gabriel Yared per Agent trouble | Millor fotografia - Renato Berta per Au revoir les enfants - Patrick Blossier per Miss Mona - Willy Kurant per Sous le soleil de Satan                                                                        |                                 |
| Millor decorat - Willy Holt per Au revoir les enfants - Guy-Claude François per La Passion Béatrice - Jean-Pierre Kohut-Svelko per Ennemis intimes                                                                                         | Millor muntatge - Emmanuelle Castro per Au revoir les enfants - Yann Dedet per Sous le soleil de Satan - Raymonde Guyot per Le Grand Chemin                                                                   |                                 |
| Millor so - Jean-Claude Laureux, Claude Villand i Bernard Leroux per Au revoir les enfants - Dominique Hennequin, Jean-Louis Ughetto per Les Innocents - Bernard Bats, Gérard Lamps per Un homme amoureux                                  | Millor vestuari - Jacqueline Moreau per La Passion Béatrice - Olga Berluti per De guerre lasse - Corinne Jorry per Au revoir les enfants                                                                      |                                 |
| Millor curtmetratge d'animació - Le Petit Cirque de toutes les couleurs de Jacques-Rémy Girerd - Transatlantique de Bruce Krebs | Millor curtmetratge de ficció - Présence féminine d'Éric Rochant - D'après Maria de Jean-Claude Robert - Pétition de Jean-Louis Comolli                                                                       |                                 |
| Millor curtmetratge documental - L'Été perdu de Dominique Théron - Pour une poignée de kurus de Christian Raimbaud, Gilbert Augerau | César d'honor - Serge Silberman | César d'honor - Serge Silberman |
| Homenatge - Charles Chaplin en el 10è aniversari de la seva mort - Lino Ventura | |                                 |